# Agriades zullichi
Agriades zullichi е вид пеперуда от семейство Синевки (Lycaenidae). Видът е застрашен от изчезване.

## Разпространение
Разпространен е в Испания.

## Описание
Популацията на вида е намаляваща.